# Wienerfilharmonikernas nyårskonsert 2010
Wienerfilharmonikernas nyårskonsert 2010 räknas som den 70:e nyårskonserten från Wien och ägde rum den 1 januari 2010 i Wiens Musikverein. Dirigent var för andra gången Georges Prêtre, som med sina 85 var den dittills äldste dirigenten av konserten.

## Historia
Strikt räknat var det Wienerfilharmonikernas 65:e nyårskonsert, eftersom det inte var förrän 1946 som namnet introducerades. Dessutom var det den 71:a Årsskifteskonserten, då det vid årsskiftet 1939/40 gavs en Außerordentliches Konzert (extraordinär konsert) av Wienerfilharmonikerna, som dock ägde rum på nyårsafton 1939. Från 1941 dirigerades nyårskonserten av Clemens Krauss, med undantag för åren 1946 och 1947 då Krauss förbjöds att dirigera på grund av sin närhet till nazistregimen och ersattes av Strausspecialisten Josef Krips.
Efter Clemens Krauss död 1955 följde Willi Boskovsky, konsertmästare i Wienerfilharmonikerna, som dirigerade konserten 25 gånger i rad. Från 1980 till 1986 följde sju konserter med dirigenten Lorin Maazel, som tjänstgjorde som chef för Wiener Staatsoper från 1982 till 1984. Därefter beslutade Wienerfilharmonikerna att bjuda in en ny dirigent varje år.
Som har varit fallet varje år sedan 1980 var blomsterdekorationerna en gåva från den italienska staden San Remo.

## Konserten
I år stod återigen aldrig förut spelade kompositioner på programmet, inklusive ett verk av Jacques Offenbach. För första gången var den "danska Strauss", Hans Christian Lumbye representerad med sitt mest kända verk, Champagnegaloppen.

## Program

### 1:a delen
- Johann Strauss den yngre: Ouvertyren till Läderlappen
- Josef Strauss: Frauenherz, Polka mazur, op. 166
- Johann Strauss den yngre: Im Krapfenwaldl, Polka française, op. 336
- Johann Strauss den yngre: Stürmisch in Lieb' und Tanz, Polka schnell, op. 393
- Johann Strauss den yngre: Wein, Weib und Gesang, Vals, op. 333
- Johann Strauss den yngre: Perpetuum mobile, Musikalischer Scherz, op. 257

### 2:a delen
- Otto Nicolai: Ouvertyr till den komiska operan Muntra fruarna i Windsor
- Johann Strauss den yngre: Wiener Bonbons, Vals, op. 307
- Johann Strauss den yngre: Champagner-Polka, musikalischer Scherz, op. 211
- Johann Strauss den yngre: Ein Herz, ein Sinn, Polka mazur, op. 323
- Johann Strauss den äldre: Der Carneval in Paris, Galopp, op. 100*
- Jacques Offenbach: Ouvertyr till operan Die Rheinnixen*
- Eduard Strauss: Helena Quadrille (sic), op. 14**
- Johann Strauss den yngre: Morgenblätter, Vals, op. 279
- Hans Christian Lumbye: Champagnegaloppen, op. 14*

### Extranummer
- Johann Strauss den yngre: Auf der Jagd, Polka schnell, op. 373
- Johann Strauss den yngre: An der schönen blauen Donau, Vals, op. 314
- Johann Strauss den äldre: Radetzkymarsch, op. 228

Verkförteckningen och verkens ordning finns på Wienerfilharmonikernas webbplats.
Verk markerade med * spelades för första gången vid en nyårskonsert.
Verket markerat med ** hette i original Helenen-Quadrille.

## Balettinslag
Baletten för nyårskonserten utspelades för första gången på Kunsthistorisches Museum och det dansades till polkan Ein Herz, ein Sinn och valsen Morgenblätter. Dansnumren utfördes av baletten från Wiener Staatsoper och två internationella gästdansare.

## Pausfilm
Impressionen, ein Bilderbogen var titeln på pausfilmen i nyårskonserten 2010. Regissören Hannes Rossacher följde arbetet med balettdräkterna designade av Valentino i Wien och Paris, samt orkesterns och balettens repetitionsarbete.

## Inspelningar
Inspelningen av konserten var ett av de mest sålda albumen 2010 i Österrike.

## Weblänkar
- Neujahrskonzert 2010 mit Georges Prêtre auf wienerphilharmoniker.at
- Wienerfilharmonikernas nyårskonsert 2010 på Youtube